# Rustam Yambulatov
Rustam Yambulatov, född 10 november 1950, är en före detta sovjetisk sportskytt.
Han blev olympisk silvermedaljör i trap vid sommarspelen 1980 i Moskva.